# ATP Challenger Tour Finals 2011
Die ATP Challenger Tour Finals 2011 waren ein Tennisturnier, das im Stadion Ginásio do Ibirapuera in São Paulo, Brasilien vom 16. bis 20. November 2011 im Freien auf Hartplatz stattfand.
Das Turnier wurde von der ATP zum ersten Mal ausgetragen und war Teil der ATP Challenger Tour 2011. Es war das Saisonabschlussturnier für die Spieler der ATP Challenger Tour. Qualifiziert waren die besten sieben Spieler des Jahres 2011 auf der Challenger Tour und der Brasilianer Thomaz Bellucci, der vom Veranstalter eine Wildcard erhielt.
Gespielt wurde in zwei Vierer-Gruppen im sogenannten Round-Robin-Verfahren, wo jeder Spieler einmal gegen alle anderen Spieler derselben Gruppe antritt. Die besten zwei Spieler jeder Gruppe qualifizierten sich für die Endrunde, die im K.-o.-System ausgetragen wurde, wobei jeweils der Gruppensieger gegen den Gruppenzweiten der jeweils anderen Gruppe antrat.
Sieger des Turniers wurde Cedrik-Marcel Stebe, der im Finale Dudi Sela mit 6:2, 6:4 bezwang.

## Preisgeld und Punkte
Das Gesamtpreisgeld betrug 220.000 US-Dollar.
| Runde                    | Einzel    | Punkte |
| ------------------------ | --------- | ------ |
| Sieg                     | +45.000 $ | +50    |
| Halbfinalsieg            | +21.000 $ | +30    |
| Gruppenphase (3 Siege)   | +18.900 $ | +45    |
| Gruppenphase (2 Siege)   | +12.600 $ | +30    |
| Gruppenphase (ein Sieg)  | 0+6.300 $ | +15    |
| Gruppenphase (kein Sieg) | 0+6.300 $ | +00    |
| Ersatzspieler            | 0+3.500 $ | +00    |

## Qualifikation
Die sieben bestplatzierten Herren der ATP Challenger Tour qualifizierten sich für diesen Wettbewerb. Dazu kam noch ein Reservist.
| ATP Challenger Rankings | ATP Challenger Rankings | ATP Challenger Rankings | ATP Challenger Rankings | ATP Challenger Rankings | ATP Challenger Rankings |
| #1                      | Spieler                 | Punkte                  | Turniere                | ATP2                    | Setzung                 |
| ----------------------- | ----------------------- | ----------------------- | ----------------------- | ----------------------- | ----------------------- |
| 1                       | Rui Machado             | 511                     | 14                      | 073                     | 2                       |
| 2                       | Éric Prodon3            | 481                     | 23                      |                         |                         |
| 3                       | Martin Kližan           | 415                     | 17                      | 090                     | 3                       |
| 4                       | Lukáš Rosol3            | 399                     | 13                      |                         |                         |
| 5                       | Andreas Beck            | 398                     | 21                      | 105                     | 6                       |
| 6                       | Matthias Bachinger      | 391                     | 13                      | 109                     | 7                       |
| 7                       | Denis Istomin3          | 385                     | 04                      |                         |                         |
| 8                       | Adrian Ungur3           | 385                     | 20                      |                         |                         |
| 9                       | Dudi Sela               | 380                     | 08                      | 095                     | 4                       |
| 10                      | Stéphane Robert3        | 380                     | 19                      |                         |                         |
| 11                      | Boby Reynolds           | 376                     | 13                      | 121                     | 8                       |
| 12                      | Cedrik-Marcel Stebe     | 361                     | 13                      | 103                     | 5                       |

- 1 Platzierung in der ATP Challenger Rangliste am 24. Oktober 2011
- 2 Platzierung in der ATP-Weltrangliste am 14. November 2011
- 3 Diese Spieler hatten die Saison (zum Teil verletzungsbedingt) vorzeitig beendet.

## Gruppenphase

### Grüne Gruppe

#### Ergebnisse
| Spieler         | Spieler         | Ergebnis       |
| --------------- | --------------- | -------------- |
| Thomaz Bellucci | Boby Reynolds   | 6:3, 6:3       |
| Andreas Beck    | Martin Kližan   | 6:3, 6:1       |
| Andreas Beck    | Thomaz Bellucci | 6:3, 4:6, 6:4  |
| Boby Reynolds   | Martin Kližan   | 6:2, 3:6, 6:1  |
| Thomaz Bellucci | Martin Kližan   | 3:6, 6:4, 7:67 |
| Andreas Beck    | Boby Reynolds   | 6:3, 7:5       |

#### Tabelle
| Pos. | Setzliste | Spieler         | Spiele | Sätze | Punkte |
| ---- | --------- | --------------- | ------ | ----- | ------ |
| 1    | 6         | Andreas Beck    | 3:0    | 6:1   | 41:25  |
| 2    | 1         | Thomaz Bellucci | 2:1    | 5:3   | 41:38  |
| 3    | 8         | Boby Reynolds   | 1:2    | 2:5   | 29:34  |
| 4    | 3         | Martin Kližan   | 0:3    | 2:6   | 29:43  |

### Gelbe Gruppe

#### Ergebnisse
| Spieler             | Spieler             | Ergebnis       |
| ------------------- | ------------------- | -------------- |
| Rui Machado         | Matthias Bachinger  | 3:6, 7:64, 6:4 |
| Dudi Sela           | Cedrik-Marcel Stebe | 6:4, 7:63      |
| Rui Machado         | Dudi Sela           | 6:2, 6:2       |
| Cedrik-Marcel Stebe | Matthias Bachinger  | 6:4, 2:6, 6:4  |
| Cedrik-Marcel Stebe | Rui Machado         | 7:5, 6:0       |
| Dudi Sela           | Matthias Bachinger  | 6:2, 6:2       |

#### Tabelle
| Pos. | Setzliste | Spieler             | Spiele | Sätze | Punkte |
| ---- | --------- | ------------------- | ------ | ----- | ------ |
| 1    | 4         | Dudi Sela           | 2:1    | 4:2   | 29:26  |
| 2    | 5         | Cedrik-Marcel Stebe | 2:1    | 4:3   | 37:32  |
| 3    | 2         | Rui Machado         | 2:1    | 4:3   | 33:33  |
| 4    | 7         | Matthias Bachinger  | 0:3    | 2:6   | 32:42  |

## Finalrunde
|  | Halbfinale | Halbfinale          | Halbfinale | Halbfinale | Halbfinale |  |  | Finale | Finale              | Finale | Finale | Finale |
|  |            |                     |            |            |            |  |  |        |                     |        |        |        |
|  |            |                     |            |            |            |  |  |        |                     |        |        |        |
|  | 6          | Andreas Beck        | 7          | 63         | 64         |  |  |        |                     |        |        |        |
|  | 5          | Cedrik-Marcel Stebe | 5          | 7          | 7          |  |  |        |                     |        |        |        |
|  |            |                     |            |            |            |  |  | 5      | Cedrik-Marcel Stebe | 6      | 6      |        |
|  |            |                     |            |            |            |  |  | 4      | Dudi Sela           | 3      | 4      |        |
|  | 4          | Dudi Sela           | 6          | 6          |            |  |  |        |                     |        |        |        |
|  | 1 WC       | Thomaz Bellucci     | 3          | 4          |            |  |  |        |                     |        |        |        |
|  |            |                     |            |            |            |  |  |        |                     |        |        |        |